# Fondul Cultural Musulman Selim Abdulakim
Fondul Cultural Musulman Selim Abdulakim (de multe ori ortografiat sub forma: Fondul Cultural Musulman Selim Abdulachim) a fost o asociație a etnicilor tătari din România de ajutorare a elevilor musulmani din școalele secundare și superioare românești înființată în anul 1929 la inițiativa avocatului Selim Abdulakim. Asociația a avut sediul în Constanța, la intersecția bulevardului Ferdinand cu strada Mircea cel Bătrân.